# Andrej Ivanovič Ladynin
Andrej Ivanovič Ladynin (Mosca, 14 gennaio 1938 – Mosca, 8 luglio 2011) è stato un regista sovietico.

## Filmografia parziale

### Regista
- La felicità coniugale (1969)
- Pobeditel' (1975)
- Versija polkovnika Zorina (1978)